# Vlajka Tchaj-wanu

Tchajwanská vlajka
Poměr stran: 2:3

Tchajwanská námořní vlajka
Poměr stran: 2:3

Vlajka Tchaj-wanu (úředním názvem Čínské republiky) je tvořena červeným listem o poměru stran 2:3 s tmavě modrým kantonem, v jehož středu je bílé slunce s dvanácti paprsky.
Červená barva je čínská národní barva. Modrá barva představuje oblohu a bílé slunce reprezentuje principy jang. Dvanáct paprsků zastupuje 12 hodin každého dne a každé noci.

Rozměry tchajwanské vlajky
Vlajka tchajwanského prezidenta Poměr stran: 2:3
Tchajwanská lodní vlajka (Naval Jack) Vlajka Kuomintangu Poměr stran: 2:3
Vlajka tchajwanské armády Poměr stran: 2:3
Vlajka tchajwanského finančního úřadu Poměr stran: 2:3
Vlajka tchajwanské vodní (říční) policie Poměr stran: 2:3
Vlajka tchajwanského celního úřadu Poměr stran: 2:3

## Historie
Po vyhlášení Čínské lidové republiky se kuomintangská vláda uchýlila na ostrov Tchaj-wan, který zůstává na pevninské Číně fakticky nezávislý. Tchajwanská vláda se považuje za reprezentanta Čínské republiky, a proto používá její symboly z let 1921–1949 i nadále, včetně různých služebních a hodnostních vlajek.

Tchajwanská vlajka (1895) Poměr stran: 6:7
Tchajwanská vlajka (1912–1928) Poměr stran: 5:8

## Vlajky tchajwanskych okresů

Sin-ču Poměr stran: 2:3
Ťi-lung Poměr stran: 2:3
Ťia-i Poměr stran: 2:3

Tchaj-wan se správně člení na 6 (centrálně spravovaných) speciálních obcí, 13 okresů a 3 města na úrovni okresu. Všechny subjekty užívají vlastní (i když zcela nevexilologické) vlajky.
Speciální obce

Kao-siung Poměr stran: 2:3
Nová Tchaj-pej Poměr stran: 2:3
Tchaj-čung Poměr stran: 2:3
Tchaj-nan Poměr stran: 2:3
Tchaj-pej Poměr stran: 2:3
Tchao-jüan Poměr stran: 2:3

Okresy

Okres Čang-chua Poměr stran: 2:3
Okres Chua-lien Poměr stran: 2:3
Okres I-lan Poměr stran: 2:3
Okres Jün-lin Poměr stran: 2:3
Okres Lien-ťiang Poměr stran: 2:3
Okres Miao-li Poměr stran: 2:3
Okres Nan-tchou Poměr stran: 2:3
Okres Pcheng-chu Poměr stran: 2:3
Okres Pching-tung Poměr stran: 2:3
Okres Sin-ču Poměr stran: 2:3
Okres Tchaj-tung Poměr stran: 2:3
Okres Ťia-i Poměr stran: 2:3
Okres Ťin-men Poměr stran: 2:3

Města na úrovni okresu
- Sin-ču
Poměr stran: 2:3
- Ťi-lung
Poměr stran: 2:3
- Ťia-i
Poměr stran: 2:3